# Poseidon Linux
Poseidon Linux è una distribuzione Linux, un sistema operativo completo, originariamente basato su Kurumin, ora basato su Ubuntu. È sviluppato e gestito da un gruppo di giovani scienziati dell'Università Federale di Rio Grande a Rio Grande in Brasile, e l'Istituto MARUM, in Germania.
Il nome ("Poseidone" era il reggente del mare nella mitologia greca) deriva dal gran numero di oceanologi coinvolti nello sviluppo del sistema.
Contiene molti programmi software gratuiti utilizzati da studenti, professori, tecnici e scienziati, come il linguaggio di programmazione Fortran, Kile e LyX per la scrittura scientifica, la modellazione numerica, la visualizzazione 2D / 3D / 4D, le statistiche, CAD, genetica, bio-informatica e diversi strumenti che supportano il GIS e la mappatura, insieme a comuni programmi di utilità quotidiani come LibreOffice (con molti spell-checkers), navigazione internet, multimedia, ecc. (anche alcuni giochi).
A causa della sua ampia accettazione anche al di fuori della comunità scientifica portoghese e all'eventuale chiusura del progetto Kurumin, il progetto Poseidon ha cambiato la distribuzione di base su Ubuntu per consentire l'installazione in portoghese, spagnolo, inglese e tedesco , Francese, greca e altre lingue. Il nucleo di Poseidon è sempre la famiglia Debian grazie alla maggiore stabilità e alla grande quantità di software disponibile nei siti di repository. Inoltre, gli utenti di qualsiasi altra distribuzione di derivate Debian o Ubuntu non troverebbero difficoltà a utilizzare Poseidon. Molti dei materiali di supporto e tutorial si applicano pienamente ad esso.
La versione correntemente in esecuzione è 8.0, basata su Ubuntu 16.04 LTS  32 bit e 64 bit, in quanto l'obiettivo di Poseidon non è quello di consegnare una nuova distro dopo l'altra, ma di fornire una distro solida, utilizzabile e affidabile per professionisti, educativi e domestici, che verranno aggiornati quando i pacchetti speciali e il sistema base lo richiedono.
Il team di sviluppo ha dichiarato che, dopo Poseidon 5.0, la distribuzione sarebbe ora incentrata sulla batimetria, sulla mappatura dei fondali marini e sul software GIS. Molti dei programmi CAD e scientifici in dotazione sono stati rimossi.
La famiglia 3.x è stata pre-presentata al 9 ° Free Software International Forum (2008) - FISL9.0. e ha ricevuto complimenti da molti utenti, appassionati di software libero, la comunità GNU / Linux e persino da Jon " maddog "Hall, di Linux International. La versione 3.2 (precedente) è stata ufficialmente pubblicata nel IV Congresso Nazionale dell'Oceano Atlantico, che si è svolto a Rio Grande, in Brasile, nel maggio 2010.